# Paté Manga
Pour les articles homonymes, voir Pate et Manga (homonymie).
Paté Manga est un village du Cameroun situé dans la Région du Nord et le département du Faro. Il dépend administrativement de l’arrondissement de Poli, et, au niveau de la chefferie traditionnelle, du lamidat de Voko.

## Population
Lors du recensement de 2005, le village comptait 366 habitants.